# Kanal (Kanal ob Soči)
Kanal is een plaats in Slovenië en maakt deel uit van de gemeente Kanal ob Soči in de NUTS-3-regio Goriška. De plaats telde 1.127 inwoners op 1 januari 2020.